# Pipì, Pupù e Rosmarina in Il mistero delle note rapite
Pipì, Pupù e Rosmarina in Il mistero delle note rapite è un film d'animazione italiano del 2017 diretto da Enzo D'Alò.
Il film è tratto dalla serie animata Pipì, Pupù e Rosmarina, con protagonisti un orsetto lavatore, un uccello e una coniglietta.

## Trama
I tre eroi della storia, l'orsetto lavatore Pipì, l'uccellino Pupù e la coniglietta Rosmarina, sono impegnati a recuperare le note scomparse che dovevano servire per il concerto di Ferragosto programmato nella foresta. Non riuscendo a trovarle, con gli altri animaletti amici, decidono di provare ad attirarle mettendo in scena tre grandi opere classiche: L'italiana in Algeri di Rossini, il Don Quichotte di Massenet e, infine, Lo Schiaccianoci di Čajkovskij nella speranza di farle tornare e di svelare così il mistero del loro rapimento.

## Distribuzione
Il film uscì nelle sale italiane giovedì 16 novembre 2017 su distribuzione Bolero Film.

### Edizione italiana
Il doppiaggio italiano del film è stato effettuato presso la CDC Sefit Group in collaborazione con Marguta Digital Studios Srl e diretto da Riccardo Rossi su dialoghi di Simone Mori.